# Karl Bernhard (Baden-Baden)
Markgraf Karl Bernhard von Baden (* 14. Januar 1657 in Baden-Baden; † 6. Juli 1678 in Rheinfelden) war ein nicht regierender Markgraf von Baden-Baden und Oberstleutnant der kaiserlichen Armee.

## Leben
Karl Bernhard war der jüngste Sohn des Markgrafen Wilhelm von Baden-Baden und dessen zweiter Ehefrau Maria Magdalena von Oettingen-Baldern. Der spätere Markgraf Ludwig Wilhelm von Baden-Baden (bekannt als Türkenlouis) war ein Neffe von Karl Bernhard.
Er diente als Oberstleutnant im Regiment des Obersten Graf Alphons Portia, das Freiburg während der Belagerung im November 1677 verteidigte und nach der Kapitulation nach Rheinfelden abzog. Als stellvertretendem Regimentskommandeur ist ihm eine Mitschuld an den Übergriffen des kroatischen Regiments auf die Zivilbevölkerung Freiburgs und an der unrühmlichen Kapitulation zuzurechnen.
In Rheinfelden starb Karl Bernhard während des Angriffs der französischen Truppen am 6. Juli 1678 auf der brennenden Rheinbrücke. Nach anderer Darstellung stürzte er mit seinem Pferd während des heftigen Kampfes von der Brücke in den Rhein. Sein Leichnam wurde nie gefunden.